# Рихнов на Морави
Рихнов на Морави (чеш. Rychnov na Moravě) је насељено мјесто са административним статусом сеоске општине (чеш. obec) у округу Свитави, у Пардубичком крају, Чешка Република.

## Становништво
Према подацима о броју становника из 2014. године насеље је имало 598 становника.